# La mujer crucificada
La mujer crucificada (噂の女 Uwasa no Onna?) es una película dramática japonesa de 1954 escrita por Yoshikata Yoda y Masashige Narusawa y dirigida por Kenji Mizoguchi.

## Sinopsis
La viuda Hatsuko (Kinuyo Tanaka) regenta una próspera casa tayū (cortesanas de la más alta clase) en Kioto. Mentiene una discreta aventura con el joven doctor Matoba (Tomoemon Ōtani), quien trabaja para el gremio de cortesanas y la cuida. Un día, su hija Yukiko (Yoshiko Kuga) regresa de Tokio tras un intento de suicidio. Yukiko desprecia inmediatamente a Matoba, quien comienza a sentir algo por ella.

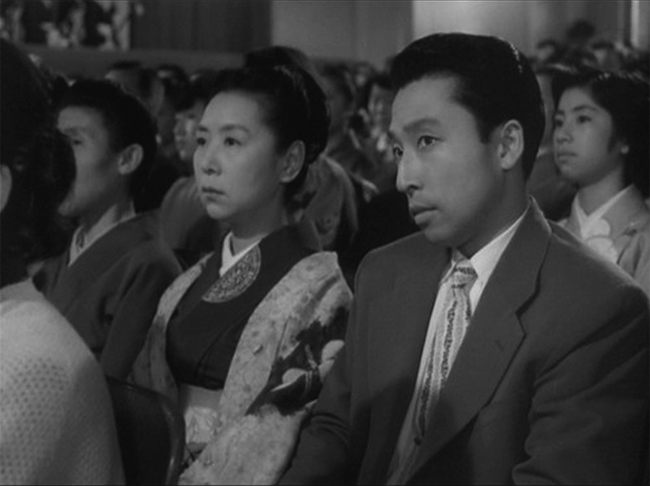
Kinuyo Tanaka y Tomoemon Ōtani en una escena del filme

Matoba quiere abrir su propio consultorio médico y está considerando mudarse a Tokio. Hatsuko no quiere que la deje y le implora que se quede. Mientras tanto, Yukiko lidia con la vergüenza de la profesión de su madre, ya que fue debido a que la familia de su novio descubrió los antecedentes de Hatsuko que la abandonó y Yukiko intentó suicidarse. Hatsuko se preocupa al enterarse de esto, pero permanece en la profesión que eligió, ya que les ha permitido pagar sus estudios.
Con el tiempo, Yukiko ayuda en la casa de cortesanas y comienza a sentir compasión por las mujeres que trabajan allí, al ver cómo sus circunstancias influyen en su decisión de trabajar en el establecimiento. Además, sus sentimientos hacia Matoba han cambiado, lo que provoca un enfrentamiento entre madre e hija. Cuando Yukiko descubre que Matoba especulaba con el dinero de Hatsuko para su consulta, termina su relación y, en su lugar, sigue los pasos de su madre como propietaria de la casa tayū.

## Reparto
- Kinuyo Tanaka como Hatsuko Mabuchi
- Tomoemon Ōtani como Kenji Matoba
- Yoshiko Kuga como Yukiko Mabuchi
- Eitarō Shindō como Yasuichi Harada
- Bontarō Miyake como Kobayashi
- Chieko Naniwa como Osaki
- Haruo Tanaka como Kawamoto
- Hisao Toake como Yamada